# Cata Coll
Pour les articles homonymes, voir Coll.
Cata Coll, née le 23 avril 2001 à Pòrtol en Espagne, est une footballeuse internationale espagnole, qui joue au poste de gardienne de but au FC Barcelone.

## Biographie

### Débuts footballistiques
Native de Pòrtol, localité de la commune de Marratxí sur l'île de Majorque, Catalina Thomas Coll Lluch s'initie au football à l'âge de 6 ans dans l'équipe du Sporting Sant Marçal. Elle joue initialement au poste de défenseur central ou milieu de terrain avant de passer gardienne de but à douze ans,. Elle joue dans des équipes de garçons jusqu'à l'âge de 14 ans. Elle a pour modèles à cette époque Sandra Paños et Dudu Aouate,. Elle porte le numéro 13 en référence à ce dernier.

### Carrière en club

#### UD Collerense
À 15 ans, Cata Coll rejoint l'UD Collerense, club de Majorque évoluant en deuxième division. En 2018-2019, elle fait partie de l'équipe qui obtient en fin de saison l'accession à la nouvelle organisation de la deuxième division.
Coll suscite l'intérêt de clubs de Primera División et s'engage à l'été 2019 avec le FC Barcelone pour quatre saisons.

#### Séville FC
Cata Coll, quelques semaines après l'officialisation de son transfert au FC Barcelone, est prêtée pour la saison 2019-2020 au Séville FC, autre club de Primera División, dans l'optique d'obtenir du temps de jeu au plus haut niveau espagnol. En début de saison, les trois gardiennes du club, Cata Coll, Sara Serrat et Noelia Ramos, sont mises en concurrence et ont chacune l'opportunité de démarrer une rencontre. Au fil des matchs, Cata Coll devient la gardienne la plus utilisée par l'entraîneur,. Elle dispute 16 rencontres de Primera División Femenina dans une saison tronquée par la pandémie de Covid-19 où 21 journées sur 30 sont disputées.

#### FC Barcelone
De retour au FC Barcelone en juillet 2020, Cata Coll devient la doublure de Sandra Paños. Une blessure de celle-ci permet à Coll d'obtenir du temps de jeu en octobre 2020. Elle se distingue lors de la réception du rival pour le titre qu'est l'Atlético de Madrid en arrêtant un penalty de Toni Duggan lors de cette rencontre remportée 3-0 par Barcelone. En décembre, elle dispute son premier match de Ligue des champions face au PSV pour une victoire catalane 4-1. Durant ce mois, elle subit une blessure au ménisque de la jambe droite. Au terme de cette saison qui voit le FC Barcelone remporter la Liga ainsi que la Coupe d'Espagne, Cata Coll participe à onze rencontres.
En 2021-2022, Cata Coll est titulaire en alternance avec Sandra Paños dans la cage barcelonaise. En février 2022, alors qu'elle a disputé huit rencontres de Primera División, Coll subit une rupture du ligament croisé antérieur du genou gauche, ce qui met fin à sa saison. Elle fait son retour à la compétition en mars 2023. En 2023-2024, elle alterne à nouveau avec Sandra Paños dans le but barcelonais. Sa fin d'année 2023 est perturbée par une entorse à la cheville droite.

### Carrière en sélection

#### Équipes de jeunes
Alors qu'elle a 15 ans, Cata Coll est sélectionnée pour participer au Championnat d'Europe des moins de 17 ans 2016. La sélection espagnole est battue en finale par l'Allemagne à l'issue des tirs au but. L'année suivante, le résultat final est identique. Coll est cette fois-ci la gardienne titulaire. En mai 2018, elle participe de nouveau à l'Euro qui voit l'Espagne prendre sa revanche sur l'Allemagne en finale. Présente ensuite à la Coupe du monde, elle y remporte le titre. Elle se distingue en arrêtant deux tirs au but de la Corée du Nord en quart de finale. À la fin du tournoi, elle reçoit le gant d'or de meilleure gardienne de la compétition.
En août 2018, elle est la gardienne titulaire de l'équipe espagnole des moins de 20 ans qui participe à la Coupe du monde en France. Coll se signale lors de ce tournoi en arrêtant un penalty de la Française Marie-Antoinette Katoto lors de la demi-finale remportée par l'Espagne 1-0. Les Espagnoles sont battues en finale par les Japonaises 3-1. En juillet 2019, elle dispute l'Euro des moins de 19 ans où l'Espagne est battue en demi-finale par la France. Cata Coll est nommée dans l'équipe-type du tournoi en tant que gardienne remplaçante.

#### Sélection espagnole
Cata Coll figure dans la sélection pour la Coupe du monde 2023. Elle commence la compétition en tant que remplaçante, Misa Rodríguez étant titulaire. Le sélectionneur Jorge Vilda décide de titulariser Cata Coll à partir des huitièmes de finale. Titulaire en finale contre l'Angleterre, elle n'encaisse pas de but et l'Espagne remporte le titre après sa victoire 1-0 sur une réalisation d'Olga Carmona. Elle fait partie de la sélection espagnole qui remporte la Ligue des nations 2023-2024 en dominant en finale la France (2-0) le 28 février 2024.
Quelques mois plus tard, elle fait partie des 18 joueuses espagnoles sélectionnées pour disputer les Jeux olympiques de Paris. Lors de cette compétition, après un contact avec une adversaire lors de la rencontre de premier tour face au Brésil, elle est remplacée par Misa Rodríguez. Atteinte d'une fracture au nez, elle continue la compétition en portant un masque de protection. Éliminée en demi-finale par le Brésil, l'Espagne perd également le match pour la médaille de bronze face à l'Allemagne (1-0) sur un pénalty obtenu à la suite d'une sortie ratée de Coll, Alexia Putellas manquant un pénalty pour égaliser en fin de match.

## Palmarès

### En club
Avec le FC Barcelone, Cata Coll est championne d'Espagne en 2021, 2022, 2023 et 2024. Elle remporte également la Coupe d'Espagne en 2021, 2022 et 2024, la Supercoupe d'Espagne en 2021-2022, 2022-2023 et 2023-2024 et la Ligue des champions en 2023 et 2024.

### En sélection
Avec l'équipe d'Espagne des moins de 17 ans, Cata Coll remporte le Championnat d'Europe 2018 puis la Coupe du monde 2018. Avec l'équipe d'Espagne des moins de 20 ans, elle est finaliste de la Coupe du monde 2018.
Elle remporte la Coupe du monde 2023 avec l'équipe d'Espagne. Elle remporte également la Ligue des nations 2023-2024.

### Distinction personnelle
- Gant d'or de la Coupe du monde des moins de 17 ans 2018.
- Membre de l'équipe-type (gardienne remplaçante) de l'Euro des moins de 19 ans 2019.
- Deuxième du The Best, Gardien de but de la FIFA en 2023.

## Statistiques
Le tableau ci-dessous résume les statistiques en match officiel de Cata Coll durant sa carrière de joueuse professionnelle,,.
| Saison                | Club                  | Championnat               | Championnat | Championnat | Coupe(s) nationale(s) | Coupe(s) nationale(s) | Supercoupe | Supercoupe | Compétition(s) continentale(s) | Compétition(s) continentale(s) | Compétition(s) continentale(s) | Espagne | Espagne | Total | Total |
| Saison                | Club                  | Division                  | M.          | B.          | M.                    | B.                    | M.         | B.         | Comp.                          | M.                             | B.                             | M.      | B.      | M.    | B.    |
| 2019-2020             | Séville FC            | Primera División Femenina | 16          | 0           | 2                     | 0                     | -          | -          | -                              | -                              | -                              | -       | -       | 18    | 0     |
| 2019-2020             | FC Barcelone          | Primera División Femenina | 0           | 0           | 1                     | 0                     | -          | -          | WCL                            | 0                              | 0                              | -       | -       | 1     | 0     |
| 2020-2021             | FC Barcelone          | Primera División Femenina | 7           | 0           | 3                     | 0                     | -          | -          | WCL                            | 1                              | 0                              | -       | -       | 11    | 0     |
| 2021-2022             | FC Barcelone          | Primera División Femenina | 8           | 0           | -                     | -                     | -          | -          | WCL                            | 1                              | 0                              | -       | -       | 9     | 0     |
| 2022-2023             | FC Barcelone          | Primera División Femenina | 3           | 0           | -                     | -                     | -          | -          | WCL                            | 0                              | 0                              | 4       | 0       | 7     | 0     |
| 2023-2024             | FC Barcelone          | Primera División Femenina | 15          | 0           | 1                     | 0                     | 2          | 0          | WCL                            | 7                              | 0                              | 14      | 0       | 39    | 0     |
| 2024-2025             | FC Barcelone          | Primera División Femenina | 25          | 0           | 4                     | 0                     | 2          | -          | WCL                            | 11                             | 0                              | 8       | 0       | 50    | 0     |
| Total sur la carrière | Total sur la carrière | Total sur la carrière     | 74          | 0           | 11                    | 0                     | 4          | 0          | -                              | 20                             | 0                              | 26      | 0       | 135   | 0     |